# Ла Кебрадора (Закатепек)
Ла Кебрадора (шп. La Quebradora) насеље је у Мексику у савезној држави Морелос у општини Закатепек. Насеље се налази на надморској висини од 990 м.

## Становништво
Према подацима из 2005. године у насељу је живело 7 становника.

### Хронологија
| Година       | 2000 | 2005 |
| ------------ | ---- | ---- |
| Становништво | 5    | 7    |

### Попис
| # | Индикатор                        | Вредност |
| - | -------------------------------- | -------- |
| 1 | Укупно појединачних домаћинстава | 1        |